# Vi (commune de Sundsvall)
Vi est une localité de la commune de Sundsvall dans le comté de Västernorrland en Suède.
Sa population était de 5 876 habitants en 2019.